# مسجد مالكوم شباز
مسجد مالكوم شباز، المعروف سابقًا باسم المسجد رقم 7، هو مسجد سني يقع في هارلم، نيويورك. كان سابقًا مسجدًا لأمة الإسلام حيث كان مالكوم إكس يخطب فيه حتى تحوله للإسلام السني في عام 1964.